# Ficătar, Timiș
Ficătar este un sat în comuna Racovița din județul Timiș, Banat, România.

## Legături externe

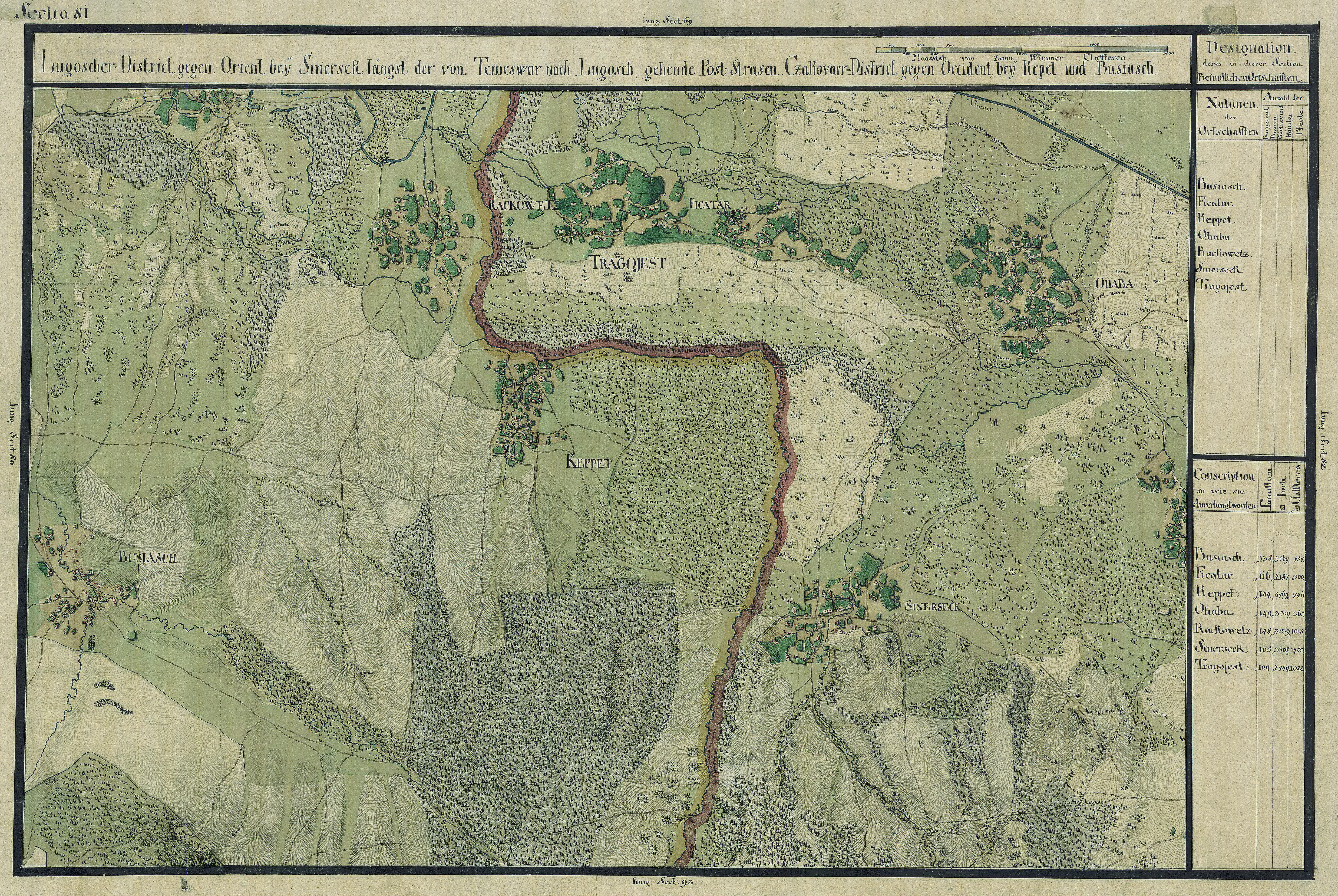
Ficătar în Harta Iosefină a Banatului, 1769-72